# 84.ª Divisão de Infantaria (Alemanha)
A 84ª Divisão de Infantaria (em alemão:84. Infanterie-Division) foi uma unidade militar que serviu no Exército alemão durante a Segunda Guerra Mundial.

## Comandantes
| Comandante                  | Data                                           |
| --------------------------- | ---------------------------------------------- |
| Generalleutnant Erwin Menny | 10 de fevereiro de 1944 - 21 de agosto de 1944 |
| Reformada                   |                                                |
| Generalmajor Heinz Fiebig   | 26 de setembro de 1944 - ? de maio de 1945     |
| Oberst Siegfried Koßack     | ? de maio de 1945 - ? de maio de 1945          |

## Área de operações
| Polônia                           | fevereiro de 1944 - maio de 1944 |
| França                            | maio de 1944 - agosto de 1944    |
| Reformada                         |                                  |
| Países Baixos & Oeste da Alemanha | setembro de 1944 - maio de 1945  |